# Cancer mytulorum
Cancer mytulorum is een krabbensoort uit de familie van de Cancridae.